# جوخواه
جوخواه، jokhah روستایی است از توابع بخش مرکزی شهرستان طبس استان خراسان جنوبی ایران.

## جمعیت
این روستا مرکز دهستان منتظریه است و بر اساس سرشماری سال ۱۳۸۵ جمعیت آن ۹۰۸ نفر (۲۳۷ خانوار) بوده‌است.
از عمده محصولات تولیدی این روستا گندم جو وپنبه می‌باشد.
هم‌چنین نقاط دیدنی این روستا قلعه‌های قدیمی با نام رباط و قلعه ۶ برجی می‌باشد که قدمت باستانی دارد و از دیدنی‌های مهم روستا می‌باشد. از دیگر اماکن دیدنی موارد ذیل می‌باشد که در جدول زیر بیان شده‌است:
| ۱- قلعه کهنه جوخواه     | بالای ۱۰۰ سال | طبس – جوخواه – ۱۵کیلومتر |
| ۲- آب انبار قلعه جوخواه | ۲۵۰ سال       | طبس – جوخواه-۱۵کیلومتر   |
| ۳- مزار جوخواه          | ۷۰۰ سال       | طبس – جوخواه-۱۵کیلومتر   |
| ۴- رباط جوخواه          | ۳۵۰ سال       | طبس – جوخواه-۱۵کیلومتر   |
| ۵- حمام ده قدیم جوخواه  | معاصر         | طبس –جوخواه-۱۵کیلومتر    |
| ۶- مسجد قدیم جوخواه     | معاصر         | طبس –جوخواه-۱۵کیلومتر    |

از دیگر جاذبه‌ها:
کال جنی است که در فاصله ۱۰ کیلومتری شرق روستا و در پای کوه‌های شتری قرار دارد که به همت مردمان این دهستان آب از طرف کوه به سمت روستاهای پایین دست (روستای تشکانان) سرازیر می‌شود. از دیگر جاذبه‌های همین مسیر رسیدن آب به صورت چشمه قنات است که فقط در کال جنی دیده می‌شود. بدین صورت که آب روان کال جنی از طریق چشمه وارد چاهک‌ها (چهک‌ها) شده و در کناره کال جنی به مسیر خود ادامه می‌دهد و از زیر زمین توسط رشته چاهایی که به صورت قنات هست به سمت روستاهای پایین سرازیر می‌شود. در قدیم در مسیر راه به استخری می‌رسید که به آن استخر شاعر می‌گفتند که در کنار آن نیز کافه ای در مسیر جاده ایجاد شده بود که به آن نیز کافه شاعر می‌گفتند واین وجه تسمیه شاعر به دلیل شاعر محلی به نام ابوالقاسم آتش افروز بوده که شعر به گویش محلی بیان نموده‌ است.

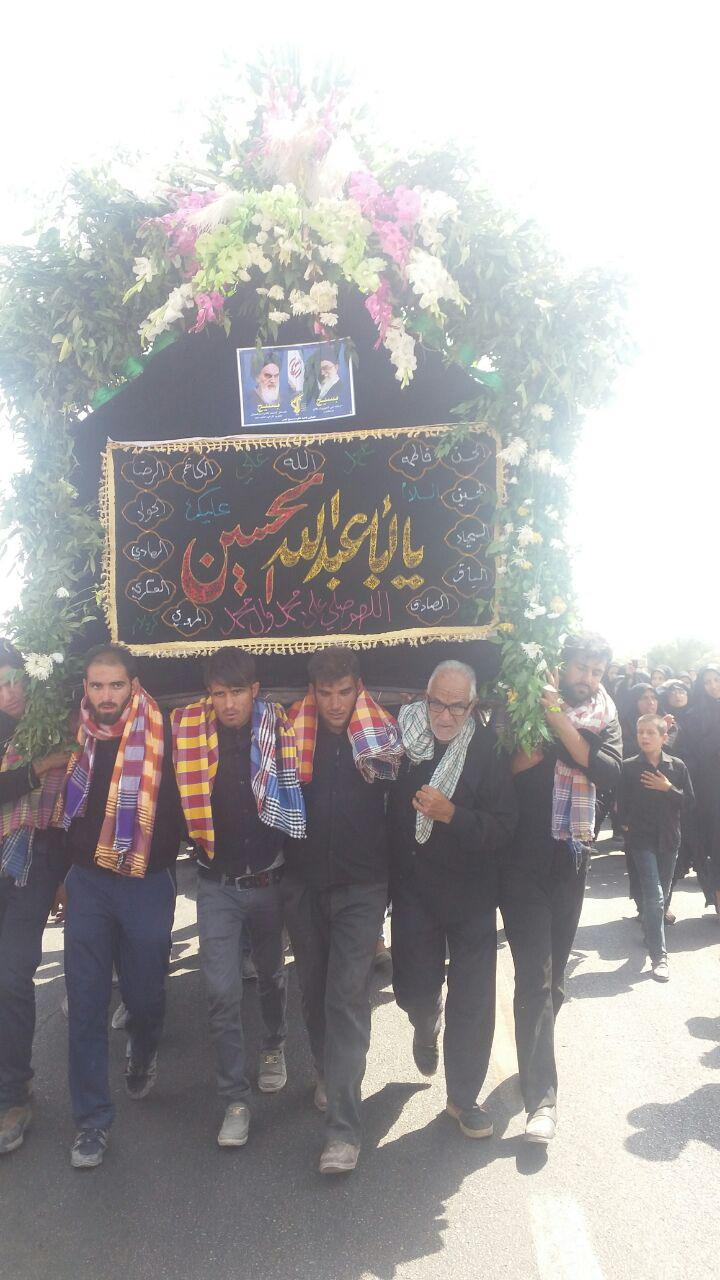
مراسم حمل نخل جوخواه